# Hadrodactylus orientalis
Hadrodactylus orientalis är en stekelart som beskrevs av Tohru Uchida 1930. Hadrodactylus orientalis ingår i släktet Hadrodactylus och familjen brokparasitsteklar. Arten är reproducerande i Sverige. Inga underarter finns listade i Catalogue of Life.